# Kąty (powiat moniecki)
Kąty – wieś w Polsce położona w województwie podlaskim, w powiecie monieckim, w gminie Jasionówka.
Według Powszechnego Spisu Ludności z 1921 roku wieś zamieszkiwało 208 osób, wśród których 11 było wyznania rzymskokatolickiego, 196 prawosławnego a 1 mojżeszowego. Jednocześnie 129 mieszkańców zadeklarowało polską przynależność narodową a 79 białoruską. We wsi było 32 budynki mieszkalne.
W latach 1975–1998 miejscowość należała administracyjnie do województwa białostockiego.
Wierni kościoła rzymskokatolickiego należą do parafii Świętej Trójcy w Jasionówce.